# Собрание Генеральных Штатов Шотландии
Собрание Генеральных Штатов Шотландии или собор трёх сословий (шотл. Thrie Estaitis, Estaitis of Realm; лат. Tres Communitates) — начиная с 1309 г. (правление Роберта I Брюса), были средневековым сословным представительным органом, который, впоследствии, преобразовался в периодически собиравшийся совещательный орган Шотландского парламента, окончательно оформившегося во второй половине XVII века.

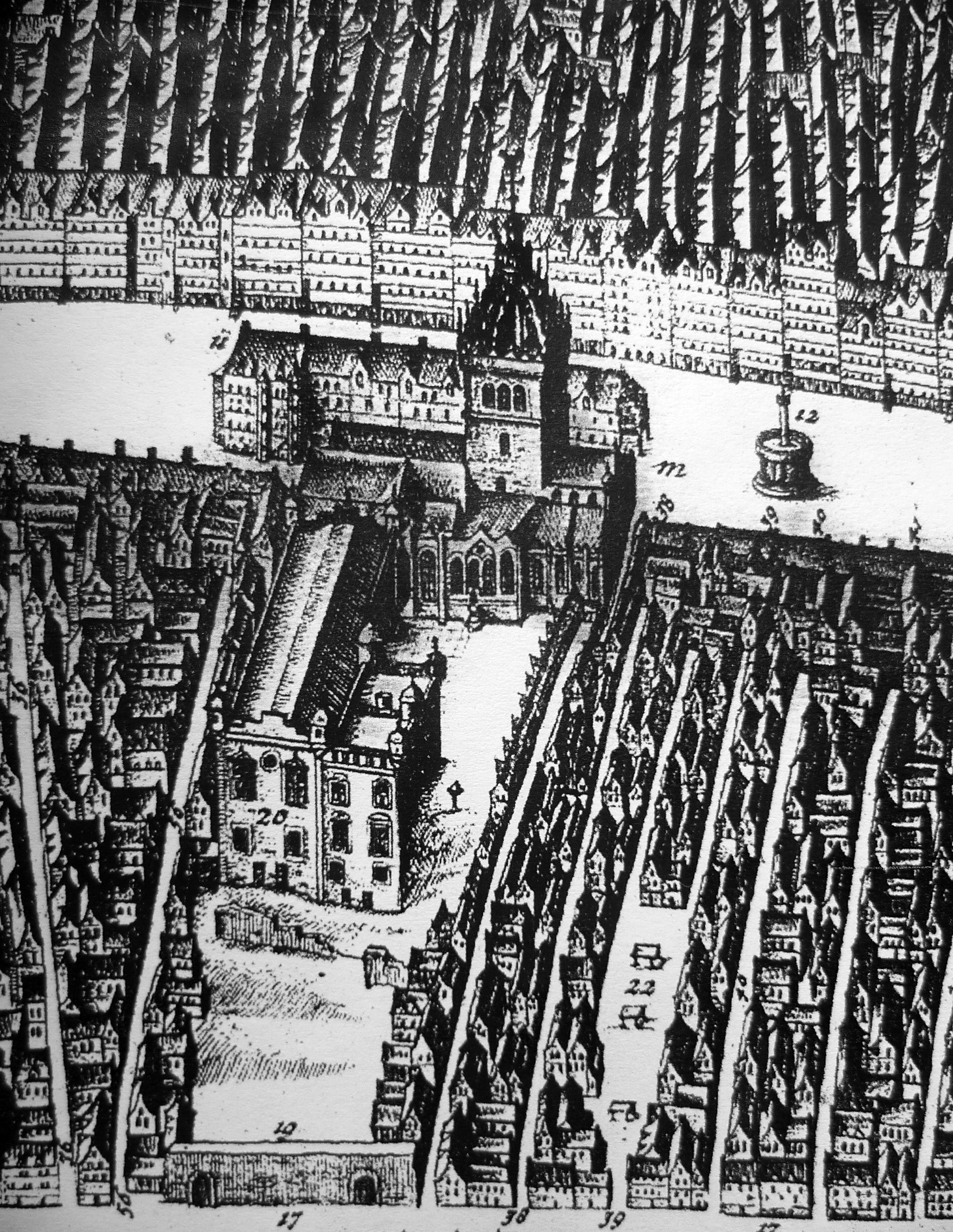
Здание собрания Генеральных Штатов в Эдинбурге, за собором Св.Эгидия (гравюра, 1647г.)

## Состав и задачи
Первоначально в шотландских Генеральных штатах принимали участие только духовенство и дворяне, но позднее к ним присоединились городские комиссары (англ. burgh commissioners). Шотландский сословный собор отличался от более позднего «парламента» тем, что мог быть созван монархом в ограниченных целях: как например — для повышения налогов или принятия экстренных мер. При этом, такой орган не мог принимать другие законы.
В отличие от Генеральных Штатов во Франции, где заседания сословий проходило раздельно, в Шотландии сословия собирались вместе и решали вопросы сообща — отсюда происходят раннее название «коллоквиум», «община» (шотл. common; англ. commons). При этом, на протяжении некоторых исторический периодов те или иные сословия могли были быть полностью исключены из работы этого органа по разным политическим причинам.

## История
Как и его предшественник — Большой королевский совет, именовавшийся с 1235 г. «коллоквиумом», — сословные соборы Генеральных Штатов (впервые упомянутые в 1357 г.) играли важную роль в политической и законодательной жизни Шотландии с XV по XVII века.

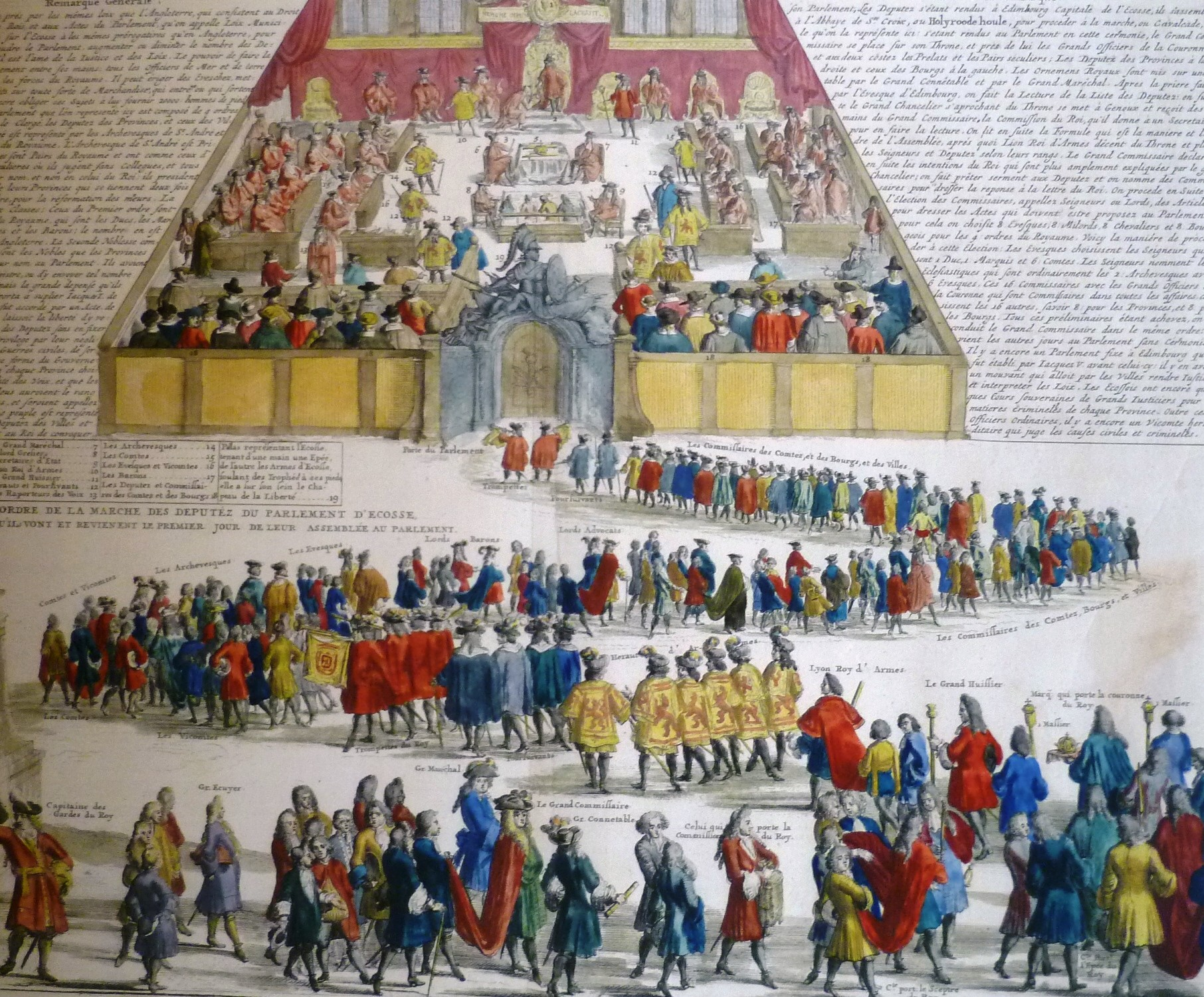
Сословная процессия к ассамблее в парламенте в 1680 г., Эдинбург (французская иллюстрация, 1720г.)

Во время Славной революции тайный совет Шотландии обратился к королю Англии Вильгельму Оранскому с просьбой вновь созвать сословный Собор в 1689 году — для определения процедуры престолонаследия в Шотландии. На заседании Штатов в апреле того же года, практически параллельно Английскому Биллю о Правах, был принялт шотландский Акт о Праве 1689 года(отсылавший напрямую к Арбротской декларации, и вошедший, позднее, в Акт об Унии 1707 года). В результате Собрание было наконец преобразовано в полноценный и постоянный Парламент королевства Шотландия. Данный закон также закрепил принцип народного суверенитета в Шотландии и ограничил власть монарха. Закон составил неотъемлемую часть Акта об Унии 1707 года, закрепив автономное существование Шотландии в новом государстве Великобритания.

## Современность
После провала референдума 1979 года о воссоздании законодательного Собрания в Шотландии, широким общественным группам и активистам движения за независимость удалось подписать новую общественную декларацию 1988 года о законном требовании права на статус парламента (англ. Claim of Right), а уже в 1989 году — учредить Шотландское конституционное Собрание (англ. Scottish Constitutional Convention). Фактически же, Собрание стало современным наследником средневекового Собрания Генеральных Штатов, т.к., будучи совещательным органом, смогло сплотить вокруг себя различные общественные организации, шотландские политические партии и представителей церкви Шотландии, чтобы подписать известный документ о деволюции в 1995 году (англ. Scotland’s Parliament, Scotland’s right). Данный документ лег в основу нового движения, которое, в результате повторного референдума в 1997 году, увенчалось успехом и открыло дорогу восстановлению в 1999 г. многовековой традиции института власти Парламента Шотландии.